# Kazazov
Kazazov - Казазов (rus) - és un khútor, un poble, de la República d'Adiguèsia, a Rússia. Es troba a la vora de l'embassament de Krasnodar, a 16 km a l'oest de Ponejukai i a 80 km al nord-oest de Maikop, la capital de la república.
Pertany al municipi de Ptxegatlukai.